# 丸茂吉成
丸茂 吉成（まるも よしなり、1959年（昭和34年）8月 - ）は、日本の航空自衛官。第35代航空幕僚長。

## 略歴
- 1983年（昭和58年）3月：防衛大学校国際関係学科卒業[1]（第27期）、航空自衛隊に入隊
- 1986年（昭和61年）8月：第6航空団[1]
- 1993年（平成05年）8月：航空自衛隊幹部学校付[1]
- 1994年（平成06年）8月：防衛庁防衛局[1]
- 1997年（平成09年）3月：航空幕僚監部防衛部防衛課[1]
- 1997年（平成09年）7月：2等空佐
- 1999年（平成11年）3月：第5航空団[1]
- 2002年（平成14年）
  - 1月1日：1等空佐
  - 4月：航空自衛隊幹部学校付
- 2003年（平成15年）7月1日：航空幕僚監部防衛部防衛課勤務
- 2004年（平成16年）4月1日：航空幕僚監部防衛部防衛課防衛班長
- 2005年（平成17年）4月1日：南西航空混成団司令部防衛部長
- 2006年（平成18年）3月27日：航空幕僚監部総務部総務課庶務室長
- 2007年（平成19年）7月3日：航空幕僚監部防衛部防衛課長
- 2008年（平成20年）8月1日：空将補昇任、航空幕僚監部防衛部勤務
- 2009年（平成21年）7月21日：第8航空団司令 兼 築城基地司令
- 2012年（平成24年）1月31日：航空幕僚監部運用支援・情報部長
- 2013年（平成25年）8月22日：航空幕僚監部防衛部長
- 2014年（平成26年）8月5日：空将昇任、西部航空方面隊司令官
- 2015年（平成27年）12月1日：航空幕僚副長
- 2017年（平成29年）12月20日：第35代 航空幕僚長に就任
- 2020年（令和02年）8月25日：退官

## 栄典
- レジオンドヌール勲章オフィシエ -  2021年（令和3年）11月8日[2]